# Saint-Wendel
Pour les articles homonymes, voir Wendel.
Saint-Wendel (Sankt Wendel en allemand, « Saint-Wendelin » ; prononcer Sankt Vendel) est une ville allemande du Land de la Sarre. Elle est le chef-lieu de l'arrondissement de Saint-Wendel.

## Géographie

### Quartiers
- Bliesen, Bubach, Dörrenbach, Hoof, Leitersweiler, Marth, Niederkirchen, Niederlinxweiler, Oberlinxweiler, Osterbrücken, Remmesweiler, Saal, Urweiler, Werschweiler, Winterbach.

## Toponymie
En Sarrois : Songd-Wännel.

## Histoire
| Appartenances historiques Électorat de Trèves 1326-1797 République cisrhénane (Sarre) 1797-1802 République française (Sarre) 1802-1804 Empire français (Sarre) 1804-1813 Duché de Saxe-Cobourg-Saalfeld (Principauté de Lichtenberg) 1815-1822 Duché de Saxe-Cobourg et Gotha (Principauté de Lichtenberg) 1826-1834 Royaume de Prusse (Province de Rhénanie) 1834-1918 République de Weimar 1918-1920 Territoire du bassin de la Sarre 1920-1935 Reich allemand 1935-1945 Allemagne occupée 1945-1947 Protectorat de Sarre 1947-1956 Allemagne 1956-présent |

Après le congrès de Vienne, Saint-Wendel devient la capitale de la principauté de Lichtenberg jusqu'à la vente de la principauté par son souverain au roi de Prusse.
La ville est une importante garnison des Forces françaises en Allemagne pendant la Guerre froide comportant notamment le 1er régiment de cuirassiers. La Direction de l'enseignement français en Allemagne y entretenait l'école Jean-Giraudoux.

## Lieux et monuments
- Chapelle Sankt Wendelinus (Saint Wendelin) de 1755 construite à l'initiative de François-Ernest d'Hame, bailli, prévôt et receveur de Son Altesse Electorale de Trèves à Sankt Wendel, par l'architecte Johannes Schubmehl d'après des ébauches du frère augustinien Josef Walter. Cette chapelle en remplace une plus ancienne de 1686[1],[2].

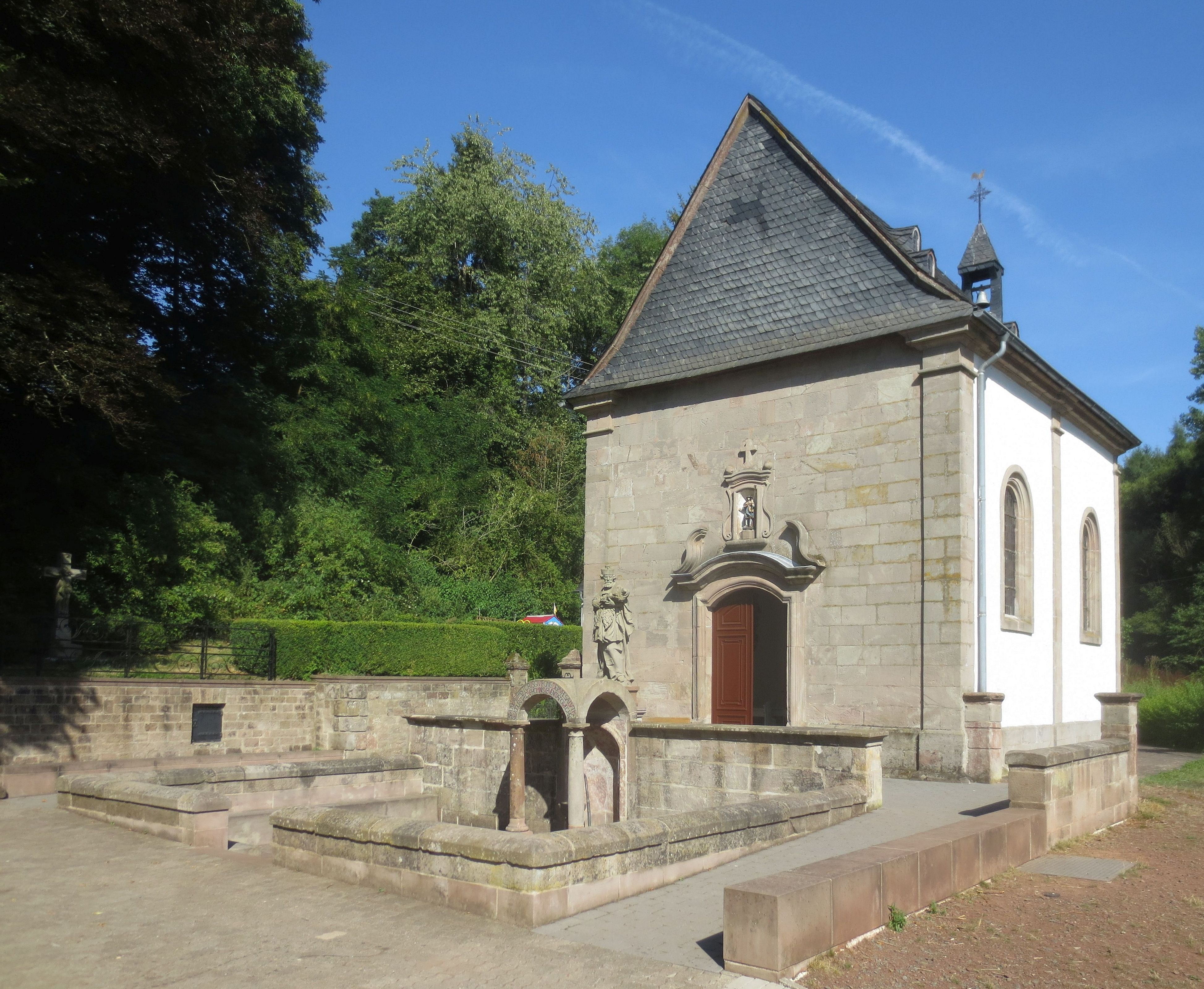
Chapelle Saint Wendelin

## Jumelage
La ville de est Saint-Wendel jumelée avec :
- Rezé (France) depuis 1972
- São Vendelino (Brésil) depuis 2003
- Balbriggan (Irlande) depuis juin 2007

## Personnalités
- Philipp Jakob Riotte (1776-1856), compositeur
- Mgr Weber, missionnaire en Chine, mort en 1970 à Saint-Wendel.
- Nicola Marschall, artiste germano-américain né à Saint-Wendel en 1829.
- Matthias Maurer, astronaute de l’ESA
- Emma Stern (1878-1970), peintre
- Jennifer Haben chanteuse dans le groupe de métal symphonique Beyond The Black
- Helene Demuth, (1820-1890). Gouvernante de Jenny et Karl Marx. Mère de Frédéric Demuth fils naturel de Karl Marx.